# Festival Eurovisão da Canção 1973
O Festival Eurovisão da Canção 1973 (em inglês: Eurovision Song Contest 1973 e em francês: Concours Eurovision de la chanson 1973) foi o 18º Festival Eurovisão da Canção, realizado em 7 de abril de 1973 no Luxemburgo. Helga Guitton foi a apresentadora do concurso dessa noite. Anne-Marie David venceu o Festival desse ano  representando o Luxemburgo com a canção "Tu te reconnaîtras", com a maior pontuação já alcançada na Eurovisão sob qualquer formato de votação, registando 129 pontos de 160 possíveis; pontuando pouco abaixo de 81% do máximo possível, mas em parte devido a um sistema de pontuação que garantiu a todos os países pelo menos dois pontos a cada outro país.
Depois do sucedido no ano anterior nos Jogos Olímpicos de Munique, o festival de 1973 foi marcado pela tónica da segurança, devido a ameaças terroristas por parte de grupos palestinos. O motivo para essa segurança relacionou-se com Israel, o primeiro país não europeu a participar, participar pela primeira vez no Festival Eurovisão da Canção.
Pela primeira vez na história do concurso, membros de uma família real governante estavam presentes no salão. A câmera mostrou vários membros da família real, como a princesa Maria Astrid, o então princesa herdeiro Henrique e a princesa Margarida.

## Local
O Festival Eurovisão da Canção 1973 ocorreu na capital do Luxemburgo. A cidade do Luxemburgo é uma comuna de Luxemburgo com status de cidade, pertencente ao distrito de Luxemburgo e ao cantão de Luxemburgo. Luxemburgo é uma cidade muito desenvolvida em seu comércio e nas indústrias. Luxemburgo é uma das cidades mais ricas da Europa e tornou-se um importante centro financeiro e administrativo. A cidade do Luxemburgo contém várias instituições da União Europeia, incluindo o Tribunal de Justiça Europeu, o Tribunal de Contas e o Banco Europeu de Investimento.
O festival em si realizou-se no Grand Théâtre de Luxembourg, inaugurado em 1964 como Théâtre Municipal de la Ville de Luxembourg, é uma das maiores salas de espetáculos do país para teatro, ópera e ballet. Passou por obras de renovação em 2002–2003, resultando em melhorias substanciais nas instalações de tecnologia de palco, acústica e iluminação.

## Formato
A regra que obrigava os países a participar com canções interpretadas na sua língua oficial foi abandonada, daí que alguns países como a Suécia tenham escolhido cantar em inglês e não na sua língua materna.
Pela primeira vez, foi permitido que fosse utilizado playback instrumental, desde que os instrumentos também estivessem a ser tocados em palco. Isso foi levantado por Cliff Richard, representando o Reino Unido, que queria que playback instrumental fosse utilizado para que os seus músicos não precisassem de atuar, o que causou alguma controvérsia.
Monique Dominique tornou-se a primeira mulher a dirigir a orquestra, pela Suécia. Nurit Hirsch, de Israel, tornar-se-ia alguns mnuitos depois a segunda mulher a dirigir a orquestra.

## Visual
O vídeo introdutório mostrava os pontos turísticos do Luxemburgo, seguidos de um resumo dos preparativos para a competição. A orquestra tocou a partitura de "Après Toi", a música vencedora do ano anterior. A câmera terminou com uma foto de Vicky Leandros, vencedora da edição de 1972, sentada na sala ao lado de seu pai, Leo Leandros.
A apresentadora foi Helga Guitton, que falou aos espectadores em francês, inglês e alemão, acrescentando duas saudações em luxemburguês.
A orquestra foi conduzida por Pierre Cao.
O palco tinha uma cor cinza uniforme. A orquestra estava na arquibancada, colocada na parte de trás do palco, atrás dos artistas. Estes últimos faziam a sua entrada por um pórtico, decorado com um medalhão representado pelo leão luxemburguês. O conjunto consistia em dois pódios circulares, sendo o da esquerda reservado para os coristas, o da direita para os maestros. O lado esquerdo do palco foi decorado com seis colunas de vidro contendo buquês de flores. Durante as apresentações, o pórtico foi iluminado por peças de luz.
Como no ano anterior, não havia cartões postais. A câmera mostrou apenas uma foto dos artistas tiradas durante os ensaios.
O intervalo foi ocupado pelo palhaço Charlie Rivel. Foi anunciado por Helga Guitton como "a grande diva Carlotta Rivelo". Disfarçado de cantora de ópera, vestido com um vestido de paetês vermelho e um gigantesco chapéu, Charlie Rivel parodiou um recital de diva caprichosa. Seu pianista começou a dar à diva uma rosa que ela não podia sentir o cheiro. Ela então recebeu a tampa do piano em sua mão direita e começou a chorar. Depois veio uma discussão com o pianista e um concerto de trompa, emitido pelo opulento peito da diva. Parecia então que ela, não tendo colocado óculos, não conseguia decifrar sua pontuação. O recital finalmente começou, brevemente interrompido por uma queda do pianista, assustado por um grito da diva, depois pela perda da partitura, jogado no chão num momento de emoção e depois lido para trás. A diva acaba se perdendo em suas anotações e um de seus seios, estourando, concluindo o intervalo.

## Controvérsias e incidentes
O evento foi assinalado por um escândalo, com a canção da Espanha "Eres tú" ser acusada de plágio, sugeriu-se que essa canção não era mais que uma cópia da canção que representara a Jugoslávia em 1966 ("Brez besed" interpretado por Berta Ambrož. Apesar das acusações, o certo é que a canção não foi desqualificada. Tem-se referido que a sua não desqualificação deveu-se a razões políticas, por a Espanha de Franco ter mais poder do que a Jugoslávia de Josip Broz Tito. A canção terminou em segundo lugar e tornou-se um enorme sucesso internacional. Curiosamente a censura evitou que na Espanha se tivesse conhecimento destes factos.
A letra da canção de Portugal "Tourada" era uma crítica implícita à decadente ditadura que então vigorava no país. Ainda hoje não se sabe como é que os censores, tão zelosos quase sempre, não compreenderam a mensagem da canção.
Depois do sucedido no ano anterior nos Jogos Olímpicos de Munique, o festival de 1973 foi marcado pela tónica da segurança, devido a ameaças terroristas por parte de grupos palestinos. O motivo para essa segurança relacionou-se com Israel, o primeiro país não europeu a participar, participar pela primeira vez no Festival Eurovisão da Canção.
A Irlanda também esteve em destaque nesta edição. A cantora, Maxi, teve um grande desentendimento com o maestro, pois a orquestra estava a tocar muito rapidamente. Por essa razão, chegou a temer-se que a cantora desistisse. Por isso, a RTÉ chamou ao Luxemburgo a cantora Tina Reynolds, para a substituir. Contudo, chegou-se a acordo e Maxi representou a Irlanda, não sendo preciso a presença de Tina Reynolds.

## Votação
Cada país enviou dois membros do júri, um com mais de 25 anos e o outro com menos de 25 anos (com pelo menos dez anos de diferença entre as idades), com ambos a pontuar cada país (exceto o seu próprio) com uma pontuação entre 1 e 5 pontos. O júri ficou instalado nos estúdios da Villa Louvigny.
O supervisor no local delegado pela EBU foi Clifford Brown, que repetia cada vez em francês o número de votos e o total de votos para cada país.
Durante a votação, a câmera fez vários close-ups dos artistas. Em particular, Anne-Marie David e Mocedades apareceram.
A votação ficou marcada pelo jurado sénior da Suíça, com os seus gestos a fazerem rir os seus colegas.

## Participações individuais
Predefinição:Participações Individuais ESC1973

## Participações

Países participantes

Malta esteve para participar, tendo inclusive sido colocada como o 6º país a atuar. Contudo, desistiu devido aos fracos resultados dos anos anteriores.
| País            | Título original da Canção      | Artista                  | Processo                                   | Data da Selecção        |
| País            | Tradução em Português          | Idiomas de Interpretação | Processo                                   | Data da Selecção        |
| --------------- | ------------------------------ | ------------------------ | ------------------------------------------ | ----------------------- |
| Alemanha        | "Junger Tag"                   | Gitte                    | Ein lied für Luxemburg 1973                | 21 de fevereiro de 1973 |
| Alemanha        | Dia jovem                      | Alemão                   | Ein lied für Luxemburg 1973                | 21 de fevereiro de 1973 |
| Bélgica         | "Baby, Baby"                   | Nicole & Hugo            | Liedje voor Luxemburg 1973                 | 25 de fevereiro de 1973 |
| Bélgica         | Querida, querida               | Holandês1                | Liedje voor Luxemburg 1973                 | 25 de fevereiro de 1973 |
| Estado espanhol | "Eres tú"                      | Mocedades                | Seleção interna                            | -                       |
| Estado espanhol | És tu                          | Castelhano               | Seleção interna                            | -                       |
| Finlândia       | "Tom Tom Tom"                  | Marion Rung              | Euroviisut 1973                            | 3 de fevereiro de 1973  |
| Finlândia       | Tom Tom Tom                    | Inglês                   | Euroviisut 1973                            | 3 de fevereiro de 1973  |
| França          | "Sans toi"                     | Martine Clémenceau       | Finale nationale française 1973            | 6 de março de 1973      |
| França          | Sem Ti                         | Francês                  | Finale nationale française 1973            | 6 de março de 1973      |
| Irlanda         | "Do I Dream"                   | Maxi                     | Irish final 1973                           | 25 de fevereiro de 1973 |
| Irlanda         | Eu sonho                       | Inglês                   | Irish final 1973                           | 25 de fevereiro de 1973 |
| Israel          | "Ey Sham" (אי שם)              | Ilanit                   | Seleção interna                            | -                       |
| Israel          | Em algum lugar                 | Hebreu                   | Seleção interna                            | -                       |
| Itália          | "Chi sarà"                     | Massimo Ranieri          | Seleção interna                            | -                       |
| Itália          | Quem estará                    | Italiana                 | Seleção interna                            | -                       |
| Iugoslávia      | "Gori vatra" (Гори ватра)      | Zdravko Čolić            | Pjesma Eurovizije 1973                     | 3 de março de 1973      |
| Iugoslávia      | O fogo está queimando          | Bósnio                   | Pjesma Eurovizije 1973                     | 3 de março de 1973      |
| Luxemburgo      | "Tu te reconnaîtras"           | Anne-Marie David         | Selecção Interna                           | -                       |
| Luxemburgo      | Tu te reconhecerás             | Francês                  | Selecção Interna                           | -                       |
| Mónaco          | "Un train qui part"            | Marie                    | Seleção interna                            | -                       |
| Mónaco          | Um comboio que parte           | Francês                  | Seleção interna                            | -                       |
| Noruega         | "It's Just a Game"             | Bendik Singers           | Melodi Grand Prix 1973                     | 17 de fevereiro de 1973 |
| Noruega         | Isto é apenas um jogo          | Inglês e Francês 2       | Melodi Grand Prix 1973                     | 17 de fevereiro de 1973 |
| Países Baixos   | "De oude muzikant"             | Ben Cramer               | Nationaal Songfestival 1973                | 28 de fevereiro de 1973 |
| Países Baixos   | O velho músico                 | Holandês                 | Nationaal Songfestival 1973                | 28 de fevereiro de 1973 |
| Portugal        | "Tourada"                      | Fernando Tordo           | Grande Prémio TV da Canção Portuguesa 1973 | 26 de fevereiro de 1973 |
| Portugal        | Tourada                        | Português                | Grande Prémio TV da Canção Portuguesa 1973 | 26 de fevereiro de 1973 |
| Reino Unido     | "Power to All Our Friends"     | Cliff Richard            | A song for Europe 1973                     | 24 de fevereiro de 1973 |
| Reino Unido     | Força a todos os nossos amigos | Inglês                   | A song for Europe 1973                     | 24 de fevereiro de 1973 |
| Suécia          | "You're Summer"                | Nova & The Dolls         | Melodifestivalen 1973                      | 10 de fevereiro de 1973 |
| Suécia          | Tu és verão                    | Inglês                   | Melodifestivalen 1973                      | 10 de fevereiro de 1973 |
| Suíça           | "Je vais me marier, Marie"     | Patrick Juvet            | Schweizer Vorentscheid 1973                | 16 de fevereiro de 1973 |
| Suíça           | Eu vou casar, Maria            | Francês                  | Schweizer Vorentscheid 1973                | 16 de fevereiro de 1973 |

## Festival
| #   | País            | Idioma             | Artista            | Canção                     | Lugar | Pontuação |
| --- | --------------- | ------------------ | ------------------ | -------------------------- | ----- | --------- |
| 1º  | Finlândia       | Inglês             | Marion Rung        | "Tom Tom Tom"              | 6º    | 93        |
| 2º  | Bélgica         | Holandês1          | Nicole & Hugo      | "Baby, Baby"               | 17º   | 58        |
| 3º  | Portugal        | Português          | Fernando Tordo     | "Tourada"                  | 10º   | 80        |
| 4º  | Alemanha        | Alemão             | Gitte              | "Junger Tag"               | 8º    | 85        |
| 5º  | Noruega         | Inglês e Francês 2 | Bendik Singers     | "It's Just a Game"         | 7º    | 89        |
| 6º  | Mónaco          | Francês            | Marie              | "Un train qui part"        | 8º    | 85        |
| 7º  | Estado espanhol | Castelhano         | Mocedades          | "Eres tú"                  | 2º    | 125       |
| 8º  | Suíça           | Francês            | Patrick Juvet      | "Je vais me marier, Marie" | 12º   | 79        |
| 9º  | Iugoslávia      | Bósnio             | Zdravko Čolić      | "Gori vatra" (Гори ватра)  | 15º   | 65        |
| 10º | Itália          | Italiana           | Massimo Ranieri    | "Chi sarà"                 | 13º   | 74        |
| 11º | Luxemburgo      | Francês            | Anne-Marie David   | "Tu te reconnaîtras"       | 1º    | 129       |
| 12º | Suécia          | Inglês             | Nova & The Dolls   | "You're Summer"            | 5º    | 94        |
| 13º | Países Baixos   | Holandês           | Ben Cramer         | "De oude muzikant"         | 14º   | 69        |
| 14  | Irlanda         | Inglês             | Maxi               | "Do I Dream"               | 10º   | 80        |
| 15  | Reino Unido     | Inglês             | Cliff Richard      | "Power to All Our Friends" | 3º    | 123       |
| 16  | França          | Francês            | Martine Clémenceau | "Sans toi"                 | 15º   | 65        |
| 17  | Israel          | Hebreu             | Ilanit             | "Ey Sham" (אי שם)          | 4º    | 97        |

1.↑  Também cantado em inglês, castelhano e francês.
2.↑  Também cantado em alemão, castelhano, italiano, holandês, irlandês, hebraico, servo-croata, finlandês, sueco e norueguês.

### Resultados
Os países votaram em blocos de 3 (Finlândia, Bélgica e Portugal; Alemanha, Noruega e Mónaco...). Assim, ordem de votação no Festival Eurovisão da Canção 1973, foi a seguinte:

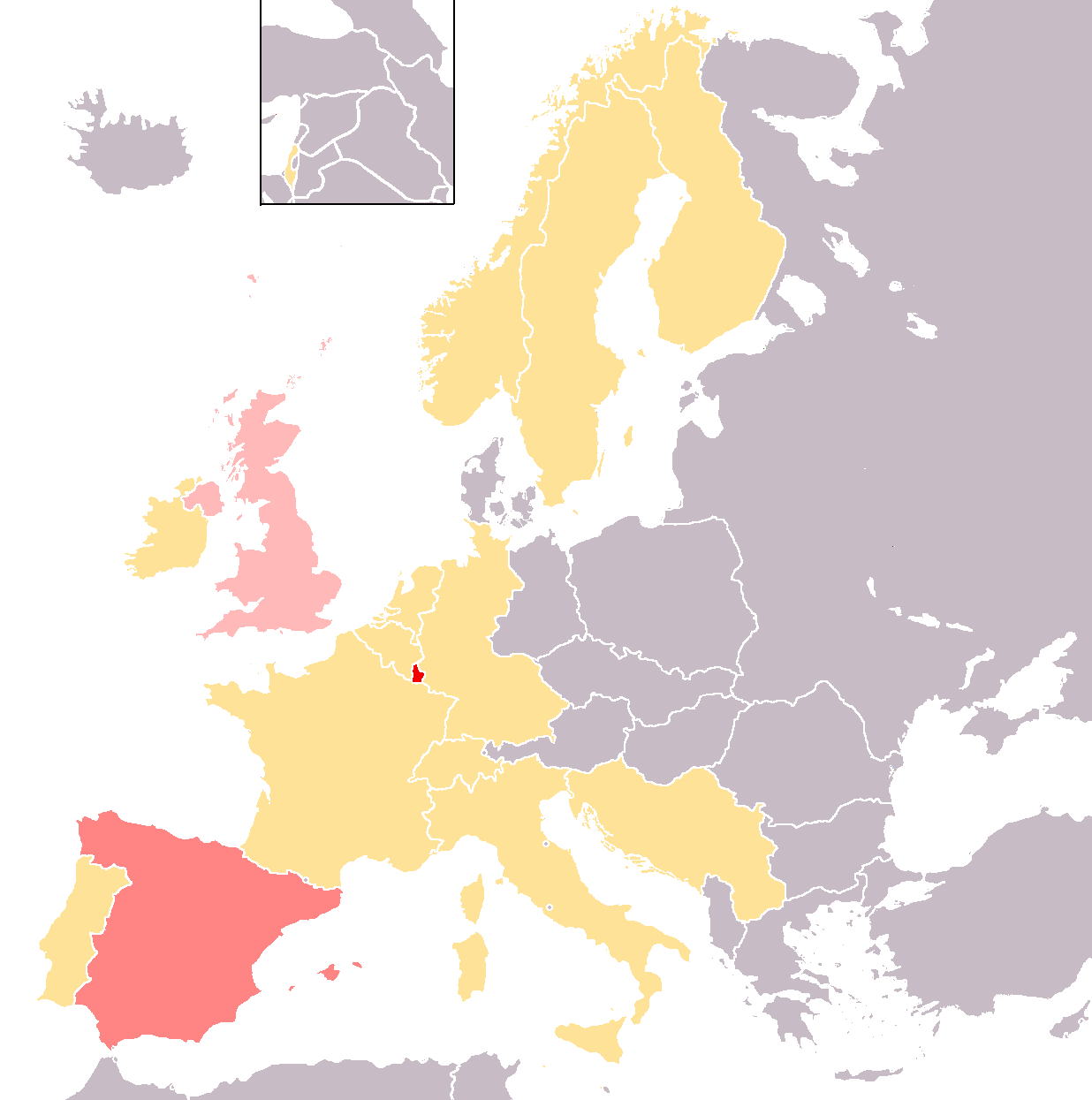
Vencedor
2º classificado
3º classificado

| Países Votantes | Países Pontuados | Países Pontuados | Países Pontuados | Países Pontuados | Países Pontuados | Países Pontuados | Países Pontuados | Países Pontuados | Países Pontuados                              | Países Pontuados | Países Pontuados | Países Pontuados | Países Pontuados | Países Pontuados     | Países Pontuados | Países Pontuados | Países Pontuados |
| --------------- | ---------------- | ---------------- | ---------------- | ---------------- | ---------------- | ---------------- | ---------------- | ---------------- | --------------------------------------------- | ---------------- | ---------------- | ---------------- | ---------------- | -------------------- | ---------------- | ---------------- | ---------------- |
| Países Votantes | Finlândia        | Bélgica          | Portugal         | Alemanha         | Noruega          | Mónaco           | Espanha          | Suíça            | República Socialista Federativa da Iugoslávia | Itália           | Luxemburgo       | Suécia           | Países Baixos    | República da Irlanda | Reino Unido      | França           | Israel           |
| Finlândia       |                  | 4                | 4                | 2                | 8                | 6                | 3                | 4                | 5                                             | 2                | 6                | 8                | 4                | 3                    | 9                | 4                | 6                |
| Bélgica         | 9                |                  | 6                | 5                | 5                | 3                | 8                | 3                | 3                                             | 5                | 6                | 4                | 4                | 7                    | 6                | 3                | 6                |
| Portugal        | 5                | 3                |                  | 6                | 5                | 2                | 9                | 3                | 3                                             | 3                | 8                | 4                | 2                | 2                    | 6                | 2                | 5                |
| Alemanha        | 6                | 4                | 5                |                  | 6                | 4                | 9                | 4                | 4                                             | 5                | 7                | 5                | 5                | 4                    | 7                | 4                | 7                |
| Noruega         | 6                | 3                | 5                | 4                |                  | 3                | 4                | 7                | 2                                             | 5                | 8                | 8                | 5                | 6                    | 7                | 4                | 5                |
| Mónaco          | 5                | 6                | 4                | 5                | 7                |                  | 9                | 5                | 5                                             | 5                | 7                | 5                | 4                | 6                    | 8                | 5                | 7                |
| Estado espanhol | 6                | 6                | 8                | 9                | 6                | 6                |                  | 7                | 8                                             | 5                | 6                | 7                | 5                | 7                    | 4                | 5                | 4                |
| Suíça           | 6                | 4                | 8                | 7                | 7                | 5                | 8                |                  | 6                                             | 7                | 10               | 9                | 5                | 5                    | 8                | 4                | 6                |
| Iugoslávia      | 7                | 4                | 6                | 4                | 6                | 9                | 9                | 6                |                                               | 5                | 9                | 6                | 5                | 5                    | 8                | 7                | 7                |
| Itália          | 2                | 2                | 3                | 3                | 5                | 8                | 10               | 4                | 2                                             |                  | 9                | 5                | 4                | 5                    | 5                | 2                | 7                |
| Luxemburgo      | 6                | 4                | 4                | 7                | 7                | 6                | 8                | 6                | 4                                             | 5                |                  | 6                | 7                | 6                    | 10               | 3                | 8                |
| Suécia          | 7                | 2                | 2                | 6                | 3                | 4                | 7                | 3                | 2                                             | 5                | 8                |                  | 3                | 5                    | 9                | 5                | 6                |
| Países Baixos   | 5                | 3                | 5                | 5                | 3                | 5                | 10               | 8                | 4                                             | 4                | 9                | 6                |                  | 6                    | 10               | 5                | 6                |
| Irlanda         | 5                | 4                | 4                | 6                | 3                | 6                | 10               | 7                | 5                                             | 4                | 8                | 5                | 5                |                      | 9                | 5                | 7                |
| Reino Unido     | 9                | 5                | 5                | 5                | 3                | 9                | 4                | 7                | 4                                             | 5                | 10               | 7                | 3                | 5                    |                  | 5                | 5                |
| França          | 4                | 2                | 6                | 7                | 6                | 5                | 9                | 2                | 4                                             | 5                | 10               | 4                | 6                | 4                    | 8                |                  | 5                |
| Israel          | 5                | 2                | 5                | 4                | 9                | 4                | 8                | 3                | 4                                             | 4                | 8                | 5                | 2                | 4                    | 9                | 2                |                  |
| Total           | 93               | 58               | 80               | 85               | 89               | 85               | 125              | 79               | 65                                            | 74               | 129              | 94               | 69               | 80                   | 123              | 65               | 97               |
| Lugar           | 6º               | 17º              | 10º              | 8º               | 7º               | 8º               | 2º               | 12º              | 15º                                           | 13º              | 1º               | 5º               | 14º              | 10º                  | 3º               | 15º              | 4º               |
| Países Votantes | Finlândia        | Bélgica          | Portugal         | Alemanha         | Noruega          | Mónaco           | Espanha          | Suíça            | República Socialista Federativa da Iugoslávia | Itália           | Luxemburgo       | Suécia           | Países Baixos    | República da Irlanda | Reino Unido      | França           | Israel           |
| Países Votantes | Países Pontuados |                  |                  |                  |                  |                  |                  |                  |                                               |                  |                  |                  |                  |                      |                  |                  |                  |

| Países Votantes | Países Pontuados | Países Pontuados | Países Pontuados | Países Pontuados | Países Pontuados | Países Pontuados | Países Pontuados | Países Pontuados | Países Pontuados                              | Países Pontuados | Países Pontuados | Países Pontuados | Países Pontuados | Países Pontuados     | Países Pontuados | Países Pontuados | Países Pontuados |
| --------------- | ---------------- | ---------------- | ---------------- | ---------------- | ---------------- | ---------------- | ---------------- | ---------------- | --------------------------------------------- | ---------------- | ---------------- | ---------------- | ---------------- | -------------------- | ---------------- | ---------------- | ---------------- |
| Países Votantes | Finlândia        | Bélgica          | Portugal         | Alemanha         | Noruega          | Mónaco           | Espanha          | Suíça            | República Socialista Federativa da Iugoslávia | Itália           | Luxemburgo       | Suécia           | Países Baixos    | República da Irlanda | Reino Unido      | França           | Israel           |
| Finlândia       | 14               | 7                | 10               | 13               | 18               | 11               | 20               | 10               | 11                                            | 10               | 20               | 16               | 10               | 12                   | 21               | 9                | 17               |
| Bélgica         | 14               | 7                | 10               | 13               | 18               | 11               | 20               | 10               | 11                                            | 10               | 20               | 16               | 10               | 12                   | 21               | 9                | 17               |
| Portugal        | 14               | 7                | 10               | 13               | 18               | 11               | 20               | 10               | 11                                            | 10               | 20               | 16               | 10               | 12                   | 21               | 9                | 17               |
| Alemanha        | 17               | 13               | 14               | 9                | 13               | 7                | 22               | 16               | 11                                            | 15               | 22               | 18               | 14               | 16                   | 22               | 13               | 19               |
| Noruega         | 17               | 13               | 14               | 9                | 13               | 7                | 22               | 16               | 11                                            | 15               | 22               | 18               | 14               | 16                   | 22               | 13               | 19               |
| Mónaco          | 17               | 13               | 14               | 9                | 13               | 7                | 22               | 16               | 11                                            | 15               | 22               | 18               | 14               | 16                   | 22               | 13               | 19               |
| Estado espanhol | 19               | 14               | 22               | 20               | 19               | 20               | 17               | 13               | 14                                            | 17               | 25               | 22               | 15               | 17                   | 20               | 16               | 17               |
| Suíça           | 19               | 14               | 22               | 20               | 19               | 20               | 17               | 13               | 14                                            | 17               | 25               | 22               | 15               | 17                   | 20               | 16               | 17               |
| Iugoslávia      | 19               | 14               | 22               | 20               | 19               | 20               | 17               | 13               | 14                                            | 17               | 25               | 22               | 15               | 17                   | 20               | 16               | 17               |
| Itália          | 15               | 8                | 9                | 16               | 15               | 18               | 25               | 13               | 8                                             | 10               | 17               | 11               | 14               | 16                   | 24               | 10               | 21               |
| Luxemburgo      | 15               | 8                | 9                | 16               | 15               | 18               | 25               | 13               | 8                                             | 10               | 17               | 11               | 14               | 16                   | 24               | 10               | 21               |
| Suécia          | 15               | 8                | 9                | 16               | 15               | 18               | 25               | 13               | 8                                             | 10               | 17               | 11               | 14               | 16                   | 24               | 10               | 21               |
| Países Baixos   | 19               | 12               | 14               | 16               | 9                | 20               | 24               | 22               | 13                                            | 13               | 27               | 18               | 8                | 11                   | 19               | 15               | 18               |
| Irlanda         | 19               | 12               | 14               | 16               | 9                | 20               | 24               | 22               | 13                                            | 13               | 27               | 18               | 8                | 11                   | 19               | 15               | 18               |
| Reino Unido     | 19               | 12               | 14               | 16               | 9                | 20               | 24               | 22               | 13                                            | 13               | 27               | 18               | 8                | 11                   | 19               | 15               | 18               |
| França          | 9                | 4                | 11               | 11               | 15               | 9                | 17               | 5                | 8                                             | 9                | 18               | 9                | 8                | 8                    | 17               | 2                | 5                |
| Israel          | 9                | 4                | 11               | 11               | 15               | 9                | 17               | 5                | 8                                             | 9                | 18               | 9                | 8                | 8                    | 17               | 2                | 5                |
| Total           | 93               | 58               | 80               | 85               | 89               | 85               | 125              | 79               | 65                                            | 74               | 129              | 94               | 69               | 80                   | 123              | 65               | 97               |
| Lugar           | 6º               | 17º              | 10º              | 8º               | 7º               | 8º               | 2º               | 12º              | 15º                                           | 13º              | 1º               | 5º               | 14º              | 10º                  | 3º               | 15º              | 4º               |
| Países Votantes | Finlândia        | Bélgica          | Portugal         | Alemanha         | Noruega          | Mónaco           | Espanha          | Suíça            | República Socialista Federativa da Iugoslávia | Itália           | Luxemburgo       | Suécia           | Países Baixos    | República da Irlanda | Reino Unido      | França           | Israel           |
| Países Votantes | Países Pontuados |                  |                  |                  |                  |                  |                  |                  |                                               |                  |                  |                  |                  |                      |                  |                  |                  |

| Países Votantes | Países Pontuados | Países Pontuados | Países Pontuados | Países Pontuados | Países Pontuados | Países Pontuados | Países Pontuados | Países Pontuados | Países Pontuados                              | Países Pontuados | Países Pontuados | Países Pontuados | Países Pontuados | Países Pontuados     | Países Pontuados | Países Pontuados | Países Pontuados |
| --------------- | ---------------- | ---------------- | ---------------- | ---------------- | ---------------- | ---------------- | ---------------- | ---------------- | --------------------------------------------- | ---------------- | ---------------- | ---------------- | ---------------- | -------------------- | ---------------- | ---------------- | ---------------- |
| Países Votantes | Finlândia        | Bélgica          | Portugal         | Alemanha         | Noruega          | Mónaco           | Espanha          | Suíça            | República Socialista Federativa da Iugoslávia | Itália           | Luxemburgo       | Suécia           | Países Baixos    | República da Irlanda | Reino Unido      | França           | Israel           |
| Finlândia       | 14               | 7                | 10               | 13               | 18               | 11               | 20               | 10               | 11                                            | 10               | 20               | 16               | 10               | 12                   | 21               | 9                | 17               |
| Bélgica         | 14               | 7                | 10               | 13               | 18               | 11               | 20               | 10               | 11                                            | 10               | 20               | 16               | 10               | 12                   | 21               | 9                | 17               |
| Portugal        | 14               | 7                | 10               | 13               | 18               | 11               | 20               | 10               | 11                                            | 10               | 20               | 16               | 10               | 12                   | 21               | 9                | 17               |
| Alemanha        | 31               | 20               | 24               | 22               | 31               | 18               | 42               | 26               | 22                                            | 25               | 42               | 34               | 24               | 28                   | 43               | 22               | 36               |
| Noruega         | 31               | 20               | 24               | 22               | 31               | 18               | 42               | 26               | 22                                            | 25               | 42               | 34               | 24               | 28                   | 43               | 22               | 36               |
| Mónaco          | 31               | 20               | 24               | 22               | 31               | 18               | 42               | 26               | 22                                            | 25               | 42               | 34               | 24               | 28                   | 43               | 22               | 36               |
| Estado espanhol | 50               | 34               | 46               | 42               | 50               | 38               | 59               | 39               | 36                                            | 42               | 67               | 56               | 39               | 45                   | 63               | 38               | 53               |
| Suíça           | 50               | 34               | 46               | 42               | 50               | 38               | 59               | 39               | 36                                            | 42               | 67               | 56               | 39               | 45                   | 63               | 38               | 53               |
| Iugoslávia      | 50               | 34               | 46               | 42               | 50               | 38               | 59               | 39               | 36                                            | 42               | 67               | 56               | 39               | 45                   | 63               | 38               | 53               |
| Itália          | 65               | 42               | 55               | 58               | 65               | 56               | 84               | 52               | 44                                            | 52               | 84               | 67               | 53               | 61                   | 87               | 48               | 74               |
| Luxemburgo      | 65               | 42               | 55               | 58               | 65               | 56               | 84               | 52               | 44                                            | 52               | 84               | 67               | 53               | 61                   | 87               | 48               | 74               |
| Suécia          | 65               | 42               | 55               | 58               | 65               | 56               | 84               | 52               | 44                                            | 52               | 84               | 67               | 53               | 61                   | 87               | 48               | 74               |
| Países Baixos   | 84               | 54               | 69               | 74               | 74               | 76               | 108              | 74               | 57                                            | 65               | 111              | 85               | 61               | 72                   | 106              | 63               | 92               |
| Irlanda         | 84               | 54               | 69               | 74               | 74               | 76               | 108              | 74               | 57                                            | 65               | 111              | 85               | 61               | 72                   | 106              | 63               | 92               |
| Reino Unido     | 84               | 54               | 69               | 74               | 74               | 76               | 108              | 74               | 57                                            | 65               | 111              | 85               | 61               | 72                   | 106              | 63               | 92               |
| França          | 93               | 58               | 80               | 85               | 89               | 85               | 125              | 79               | 65                                            | 74               | 129              | 94               | 69               | 80                   | 123              | 65               | 97               |
| Israel          | 93               | 58               | 80               | 85               | 89               | 85               | 125              | 79               | 65                                            | 74               | 129              | 94               | 69               | 80                   | 123              | 65               | 97               |
| Lugar           | 6º               | 17º              | 10º              | 8º               | 7º               | 8º               | 2º               | 12º              | 15º                                           | 13º              | 1º               | 5º               | 14º              | 10º                  | 3º               | 15º              | 4º               |
| Países Votantes | Finlândia        | Bélgica          | Portugal         | Alemanha         | Noruega          | Mónaco           | Espanha          | Suíça            | República Socialista Federativa da Iugoslávia | Itália           | Luxemburgo       | Suécia           | Países Baixos    | República da Irlanda | Reino Unido      | França           | Israel           |
| Países Votantes | Países Pontuados |                  |                  |                  |                  |                  |                  |                  |                                               |                  |                  |                  |                  |                      |                  |                  |                  |

#### 10 pontos
Os países que receberam a pontuação perfeita de 10 pontos foram os seguintes:
| # | Países Pontuados | Países Votantes                |
| - | ---------------- | ------------------------------ |
| 3 | Luxemburgo       | França, Suíça, Reino Unido     |
| 3 | Estado espanhol  | Itália, Irlanda, Países Baixos |
| 2 | Reino Unido      | Luxemburgo, Países Baixos      |

### Maestros
Em baixo encontra-se a lista de maestros que conduziram a orquestra, na respectiva actuação de cada país concorrente. Monica Dominique e Nurit Hirsh foram as primeiras mulheres a dirigirem a orquestra na história da Eurovisão.
| País              | Maestro              |
| ----------------- | -------------------- |
| Finlândia         | Ossi Runne           |
| Bélgica           | Francis Bay          |
| Portugal          | Jorge Costa Pinto    |
| Alemanha          | Günther-Eric Thöner  |
| Noruega           | Carsten Klouman      |
| Mónaco            | Jean-Claude Vannier  |
| Estado espanhol   | Juan Carlos Calderón |
| Suíça             | Hervé Roy            |
| Iugoslávia        | Esad Arnautalić      |
| Itália            | Enrico Polito        |
| Luxemburgo        | Pierre Cao           |
| Suécia            | Monica Dominique     |
| Países Baixos     | Harry van Hoof       |
| Irlanda           | Colman Pearce        |
| Reino Unido       | David Mackay         |
| França            | Jean Claudric        |
| Israel            | Nurit Hirsh          |
| Maestro anfitrião | Pierre Cao           |

## Artistas repetentes
Em 1973, os repetentes foram:
| País (1973) | Foto | Artista         | Ano Anterior | País Representado | Canção                | Tradução           | Pontuação | Classificação |
| ----------- | ---- | --------------- | ------------ | ----------------- | --------------------- | ------------------ | --------- | ------------- |
| Finlândia   |      | Marion Rung     | ESC 1962     | Finlândia         | "Tipi-tii"            | Chilreio alegre    | 4         | 7º            |
| Reino Unido |      | Cliff Richard   | ESC 1968     | Reino Unido       | "Congratulations"     | Parabéns           | 28        | 2º            |
| Itália      |      | Massimo Ranieri | ESC 1971     | Itália            | "L'amore è un attimo" | Amor é um instante | 91        | 5º            |

## Transmissão do Festival

### Países participantes
| País            | Canal                    | Comentador(es)         | Jurados                               |
| --------------- | ------------------------ | ---------------------- | ------------------------------------- |
| Finlândia       | YLE TV1                  | Erkki Pohjanheimo      | Kristiina Kauhtio e Heikki Sarmanto   |
| Finlândia       | Yleisohjelma             | Erkki Melakoski        | Kristiina Kauhtio e Heikki Sarmanto   |
| Bélgica         | Herman Verelst           | BRT                    | TBC                                   |
| Bélgica         | Paule Herreman           | RTB                    | TBC                                   |
| Bélgica         | BRT Radio 1              | Nand Baert e Jan Theys | TBC                                   |
| Bélgica         | RTB La Première          | André Hagon            | TBC                                   |
| Portugal        | I Programa               | Artur Agostinho        | José Calvário e Teresa Silva Carvalho |
| Portugal        | Amadeu Meireles          | RDP Antena 1           | José Calvário e Teresa Silva Carvalho |
| Alemanha        | ARD Deutsches Fernsehen  | Hanns Verres           | TBC                                   |
| Alemanha        | Deutschlandfunk/Bayern 2 | Wolf Mittler           | TBC                                   |
| Noruega         | NRK                      | John Andreassen        | Inger Ann Folkvord e Johs. Bergh      |
| Noruega         | NRK P1                   | John Andreassen        | Inger Ann Folkvord e Johs. Bergh      |
| Mónaco          | Télé Monte Carlo         | Pierre Tchernia        | TBC                                   |
| Mónaco          | TBC                      | TBC                    | TBC                                   |
| Estado espanhol | TVE1                     | Julio Rico             | Teresa González e José Luis Balbín    |
| Estado espanhol | Primer Programa RNE      | TBC                    | Teresa González e José Luis Balbín    |
| Suíça           | TV DRS                   | Theodor Haller         | Paola del Medico                      |
| Suíça           | TSR                      | Georges Hardy          | Paola del Medico                      |
| Suíça           | TSI                      | Giovanni Bertini       | Paola del Medico                      |
| Suíça           | TBC                      | TBC                    | Paola del Medico                      |
| Iugoslávia      | TVB1                     | Milovan Ilić           | Dušan Lekić e Ivan Antonov            |
| Iugoslávia      | TVZ 1                    | Oliver Mlakar          | Dušan Lekić e Ivan Antonov            |
| Iugoslávia      | TVL1                     | Tomaž Terček           | Dušan Lekić e Ivan Antonov            |
| Iugoslávia      | TBC                      | TBC                    | Dušan Lekić e Ivan Antonov            |
| Itália          | Programma Nazionale      | Renato Tagliani        | TBC                                   |
| Itália          | TBC                      | TBC                    | TBC                                   |
| Luxemburgo      | Télé-Luxembourg          | Jacques Navadic        | TBC                                   |
| Luxemburgo      | RTL Radio                | Camillo Felgen         | TBC                                   |
| Suécia          | SR TV1                   | Alicia Lundberg        | Lena Andersson e Lars Samuelson       |
| Suécia          | (SR P3)                  | Ursula Richter         | Lena Andersson e Lars Samuelson       |
| Países Baixos   | Nederland 1              | Pim Jacobs             | Jennifer Baljet e Cornelis Wagter     |
| Países Baixos   | TBC                      | TBC                    | Jennifer Baljet e Cornelis Wagter     |
| Irlanda         | RTÉ Television           | Mike Murphy            | TBC                                   |
| Irlanda         | Radio Éireann            | Liam Devally           | TBC                                   |
| Reino Unido     | BBC1                     | Terry Wogan            | Catherine Woodfield e Pat Williams    |
| Reino Unido     | BBC Radio 1              | Pete Murray            | Catherine Woodfield e Pat Williams    |
| Reino Unido     | British Forces Radio     | Richard Astbury        | Catherine Woodfield e Pat Williams    |
| França          | Première Chaîne ORTF     | Pierre Tchernia        | Adeline Estragnat e Danièle Heymann   |
| França          | TBC                      | TBC                    | Adeline Estragnat e Danièle Heymann   |
| Israel          | (HaArutz HaRishon)       | Sem comentador         | TBC                                   |
| Israel          | TBC                      | TBC                    | TBC                                   |

### Países não participantes
| País     | Canal             | Comentador(es)   |
| -------- | ----------------- | ---------------- |
| Áustria  | FS2               | Ernst Grissemann |
| Grécia   | EIRT              | Mako Georgiadou  |
| Islândia | RÚV               | Jón O. Edwald    |
| Malta    | MTV               | Charles Saliba   |
| Turquia  | Ankara Television | Bülend Özveren   |